# نعیم سعداوی
نعیم سعداوی (زاده ۲۶ خرداد ۱۳۴۸ در اهواز) بازیکن سابق و مربی فوتبال اهل ایران است. او معمولاً در پست دفاع بازی می‌کرد و از بازیکنان تیم ملی فوتبال ایران در جام ملت‌های آسیا ۱۹۹۶ و جام جهانی فوتبال ۱۹۹۸ بود و در کل ۲۶ بازی ملی در کارنامه دارد. وی تک‌گل ملی خود را مقابل تایلند در جام ملت‌های آسیا ۱۹۹۶ به ثمر رسانده‌است و همچنین او در بازی ایران و استرالیا در مقدماتی جام جهانی ۱۹۹۸ از نفرات تعویضی تیم ملی بود و توانست به همراه تیم ملی فوتبال ایران به جام جهانی ۱۹۹۸ فرانسه صعود کند.
سعداوی در تیم‌های بهمن، پرسپولیس تهران، فولاد خوزستان بازی و در نفت آبادان، شاهین بوشهر و فولاد خوزستان مربیگری کرده‌است.